# 娱乐至死
《娱乐至死》（英語：Amusing Ourselves to Death）是尼尔·波兹曼1985年著作。他指出，现实社会（书中主要以美国社会为例）的一切公众话语日渐以娱乐的方式出现，并成为一种文化精神。我们的政治、宗教、新闻、体育、教育和商业都會自願地成为娱乐的附庸，其结果是我们成了一个娱乐至死的生物。
这本书已经被翻译为8种语言，在世界范围内大约卖出了20万册。2005年，时隔20年后，波兹曼的儿子安德魯再版了这本书，它被认为是最重要的媒介生态学专著之一。